# Yannick Salvetti
Yannick Salvetti (* 4. August 1980 in Marseille) ist ein ehemaliger französischer Beachvolleyballspieler und dreifacher französischer Meister im Sand.

## Karriere
Nachdem Salvetti 2001 bereits zwei Open-Turniere in Marseille und Ostende absolviert hatte und mit Olivier Conte sein erstes Finale der französischen Meisterschaft erreicht hatte, konnte er 2002 mit Kevin Cès dieses Resultat bestätigen. Bei der Weltmeisterschaft 2003 schieden die Franzosen sieglos nach der Vorrunde aus. 2005 spielte Salvetti mit Adrian Caravano und Christoph Le Berre, ohne vordere Platzierungen zu erreichen. Ab 2006 trat er mit Guilherm Deulofeu an und wurde im ersten Jahr Neunter in seiner Heimatstadt und Siebter in Stare Jabłonki sowie französischer Meister. Bei der WM 2007 in Gstaad blieben Salvetti/Deulofeu ohne Satzgewinn. Anschließend gelangen ihnen drei neunte Plätze bei Open-Turnieren in Folge. 2008 erreichten sie die dritte Runde der Europameisterschaft in Hamburg. Nach der Niederlage gegen das deutsche Duo Brink/Reckermann unterlagen sie in der Verliererrunde den Russen Barsuk/Kolodinski. Im selben Jahr standen sie zum zweiten Mal gemeinsam im Endspiel ihrer Landesmeisterschaft.
Bei den Kristiansand Open 2008 trat Salvetti erstmals mit seinem neuen Partner Fabien Dugrip an. In der ersten Hauptrunde der WM 2009 in Stavanger verlor das Duo gegen die Deutschen Klemperer/Koreng. Eine Saison später erkämpften die beiden Franzosen die Silbermedaille beim Championnat de France Beach Volley Senior. Salvetti/Dugrip blieben bis 2012 zusammen; der Gewinn des Continental Cups 2010 in Montpellier war ihr einziger gemeinsamer Sieg. Nach einem Intermezzo Ende 2012 mit Édouard Rowlandson mit einer weiteren Finalteilnahme bei den französischen Meisterschaften spielte Salvetti von 2013 bis 2016 an der Seite von Jean-Baptiste Daguerre. Die beiden gewannen zwei Mal in Folge die Landesmeisterschaft ihres Heimatlandes und standen bei fünf weiteren Veranstaltungen auf der obersten Stufe des Podests. In seinem letzten Turnier erreichte Yannick Salvetti gemeinsam mit Sébastien Chevallier noch einmal ein Endspiel beim Swiss-Tour-Event in Genf.